# Copa Suruga Bank de 2016
A Copa Suruga Bank de 2016 foi a nona edição da competição anual de futebol realizada entre a Confederação Sul-Americana de Futebol (CONMEBOL) e a Japan Football Association (JFA). 
O campeão foi o Santa Fe da Colômbia ao ganhar do Kashima Antlers do Japão por 1 a 0.

## Participantes
| Instituição | Equipe          | Classificação                            | Participação |
| ----------- | --------------- | ---------------------------------------- | ------------ |
| JFA         | Kashima Antlers | Campeão da Copa da Liga Japonesa de 2015 | 3ª           |
| CONMEBOL    | Santa Fe        | Campeão da Copa Sul-Americana de 2015    | 1ª           |

## Final
| 10 de agosto  | Kashima Antlers | 0 – 1 | Santa Fe   | Kashima Soccer Stadium, Kashima      |
| 19:00 (UTC+9) |                 |       | Osorio 79' | Público: 19,716 Árbitro: CHN Ma Ning |

| Kashima | Santa Fe |

| GK             | 21 | Hitoshi Sogahata     |     |     |
| DF             | 22 | Daigo Nishi          |     |     |
| DF             | 16 | Shuto Yamamoto       |     |     |
| DF             | 3  | Gen Shoji            |     |     |
| DF             | 14 | Hwang Seok-ho        | 86' |     |
| MF             | 40 | Mitsuo Ogasawara (c) |     |     |
| MF             | 33 | Mu Kanazaki          |     |     |
| MF             | 13 | Atsutaka Nakamura    |     | 86' |
| MF             | 10 | Gaku Shibasaki       |     | 79' |
| FW             | 18 | Shuhei Akasaki       |     | 70' |
| FW             | 34 | Yuma Suzuki          |     | 70' |
| Substitutos:   |    |                      |     |     |
| GK             | 29 | Shinichiro Kawamata  |     |     |
| DF             | 24 | Yukitoshi Ito        |     |     |
| DF             | 28 | Koki Machida         |     |     |
| MF             | 6  | Ryota Nagaki         |     | 79' |
| MF             | 8  | Shoma Doi            |     | 70' |
| MF             | 11 | Fabrício             |     | 70' |
| MF             | 32 | Taro Sugimoto        |     | 86' |
| Treinador:     |    |                      |     |     |
| Masatada Ishii |    |                      |     |     |

| GK             | 1  | Róbinson Zapata       |       |       |
| DF             | 26 | Javier López          | 74'   |       |
| DF             | 27 | Carlos Mario Arboleda |       |       |
| DF             | 29 | Dairon Mosquera       |       |       |
| DF             | 2  | Horacio Salaberry     |       |       |
| MF             | 17 | Juan Daniel Roa       | 9'    |       |
| MF             | 10 | Omar Pérez (c)        |       | 77'   |
| MF             | 11 | Jonathan Gómez        |       | 88'   |
| MF             | 30 | Yeison Gordillo       | 90+1' |       |
| FW             | 9  | Juan Manuel Falcón    |       | 63'   |
| FW             | 24 | Humberto Osorio       |       | 90+2' |
| Substitutos:   |    |                       |       |       |
| GK             | 22 | Leandro Castellanos   |       |       |
| DF             | 5  | Yulián Anchico        |       | 90+2' |
| DF             | 7  | Leyvin Balanta        |       | 88'   |
| DF             | 15 | Héctor Urrego         |       |       |
| MF             | 14 | Baldomero Perlaza     | 84'   | 63'   |
| MF             | 20 | Kevin Salazar         |       |       |
| FW             | 16 | Anderson Plata        |       | 77'   |
| Treinador:     |    |                       |       |       |
| Gustavo Costas |    |                       |       |       |

## Premiação
| Copa Suruga Bank 2016        |
| ---------------------------- |
| Santa Fe Campeão (1º título) |